# Zamek w Łucku

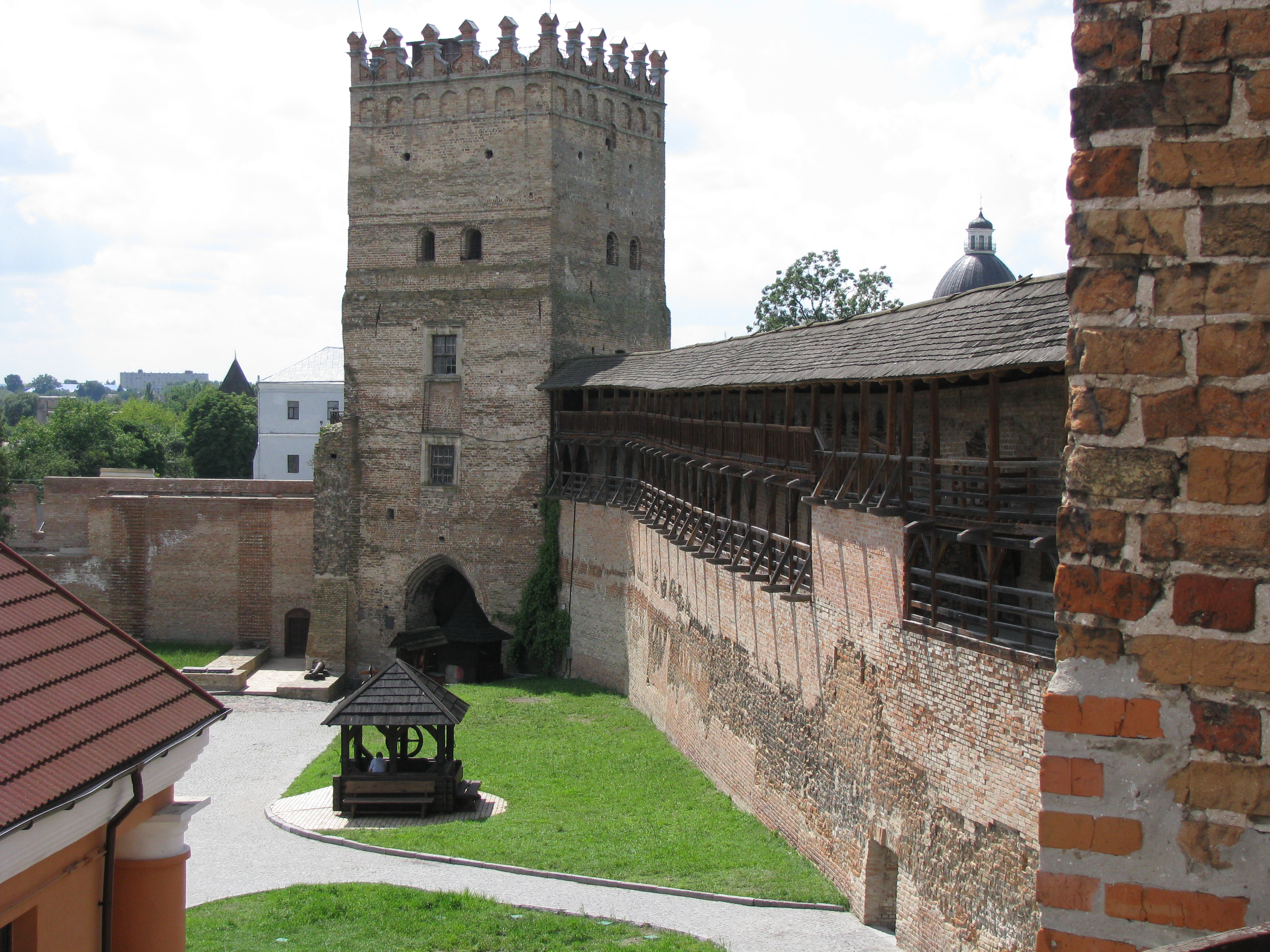
Wieża Bramna zamku w Łucku

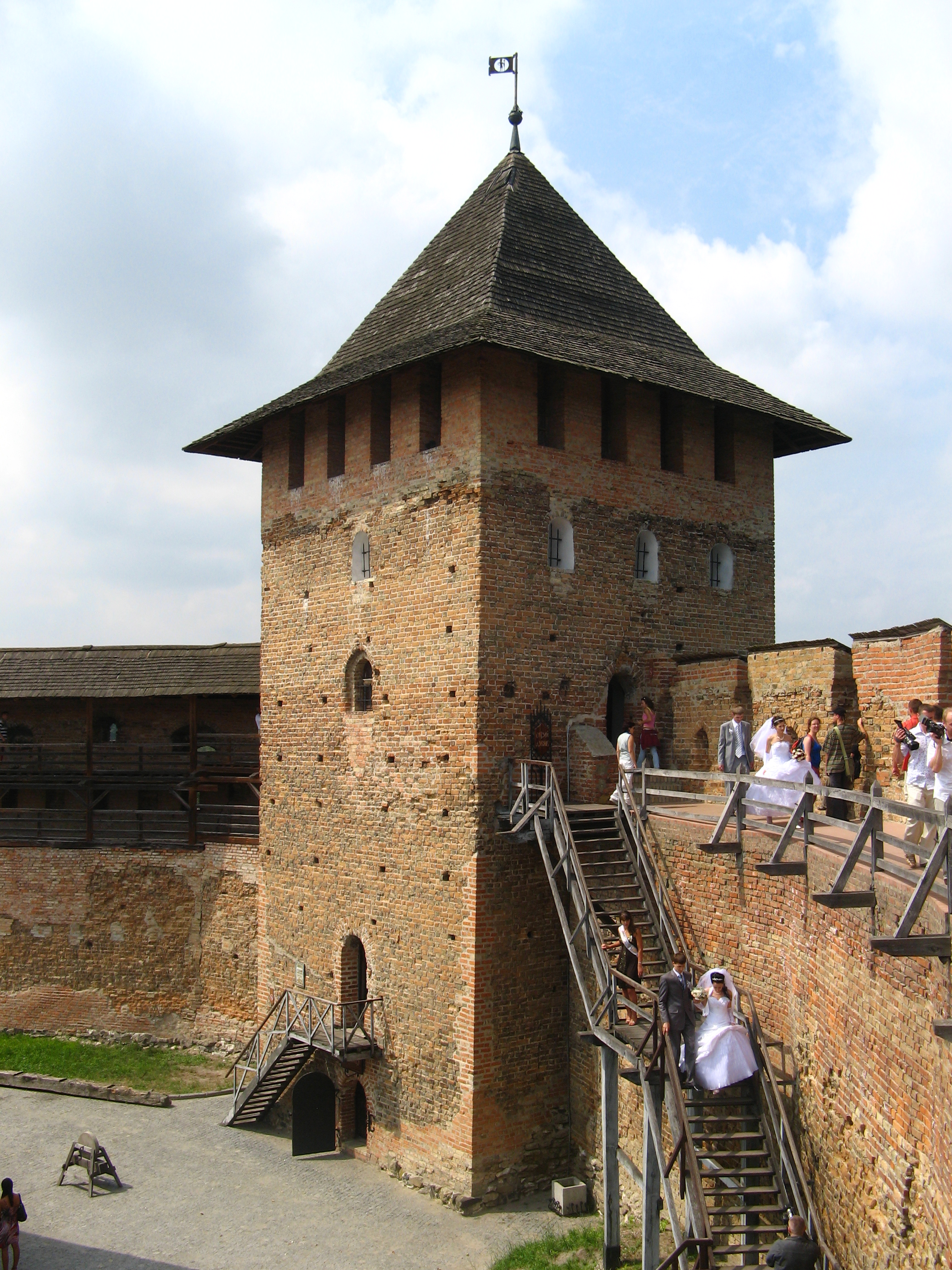
Wieża Władycza

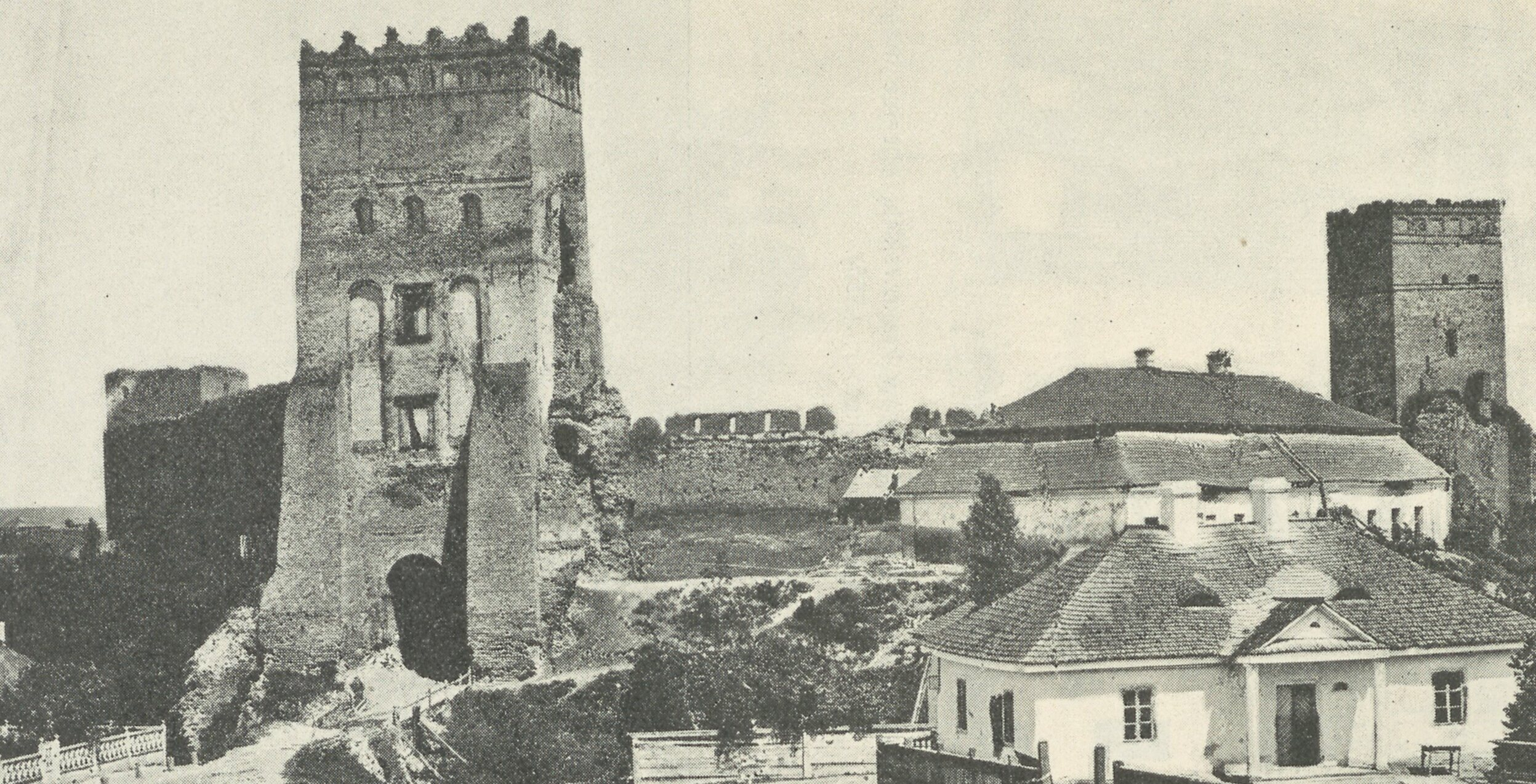

Zamek w Łucku – murowany średniowieczny zamek w Łucku na Wołyniu.

## Historia
Łuck wzmiankowany był już w XI wieku, a w XII wieku stał się stolicą jednego z księstw ruskich. Od 1452 (według innych danych 1321) w granicach Wielkiego Księstwa Litewskiego, po unii lubelskiej od 1569 w województwie wołyńskim Korony Królestwa Polskiego.
Pierwotna warownia powstała w XI wieku – był to obiekt drewniany o wałach ziemno-drewnianych otoczonych fosą. Zamek murowany rozpoczęto budować po 1352 lub po 1370 roku na polecenie księcia Lubarta, którego była to główna siedziba. W pierwszej fazie powstała dolna część wieży bramnej, pałac książęcy i być może fragment murów od strony podgrodzia – budynki te miały jednak charakter dobudówek do drewnianego zamku.
Po śmierci Lubarta dokonano zasadniczej rozbudowy z inicjatywy księcia Witolda w latach 1392–1430 i następnie Świdrygiełły w latach 1430–1432. Wtedy też zbudowano dwie kolejne wieże i zamknięto murowany obwód obronny.
W 1429 na zamku w Łucku odbył się trwający od 6 stycznia przez 13 tygodni zjazd monarchów europejskich. Wśród obecnych w Łucku władców byli: wielki książę litewski – Witold, król Polski – Władysław II Jagiełło z królową Zofią, król niemiecki – Zygmunt Luksemburski z żoną, król duński – Eryk VII, wielki książę moskiewski – Wasyl Wasyliewicz (wnuk Witolda), wielki mistrz zakonu krzyżackiego – Russdorff, mistrz krajowy inflanckiej gałęzi zakonu krzyżackiego, legat papieski, metropolita kijowski i całej Rusi – Focjusz, chanowie Tatarów perekopskich i zawołżańskich, hospodar Wołoszczyzny, książęta mazowieccy, pomorscy, śląscy, twerscy i odojewscy, posłowie cesarza bizantyjskiego Jana VIII Paleologa. Przedmiotem obrad był projekt obrony przeciwko grożącej Europie potędze Imperium Osmańskiego i sprawa koronacji Witolda.
W 1431, po śmierci Witolda, w zamku łuckim przed wojskami polskimi Władysława Jagiełły obronił się skutecznie książę Świdrygiełło. W następnych latach Świdrygiełło prawdopodobnie wyremontował zamek po zniszczeniach z czasów oblężenia.
Po przegranej wojnie domowej, Świdrygiełło w 1437 przekazał Łuck Królestwu Polskiemu. Było to ówcześnie znaczące centrum administracji, siedziba lokalnych władz świeckich i duchownych (kryłos eparchii łucko-ostrogskiej, dwór biskupa z drewna) oraz miejsce obrad sejmików szlachty wołyńskiej i sądów. W XVI wieku wieżę bramną nadbudowano o dwa piętra. Na początku XVII wieku zamek ozdobiono w stylu renesansowym, dodając m.in. attyki na wieży bramnej. Mieściło się w niej archiwum województwa wołyńskiego.
W 1775 roku biskup unicki Stefan Lubieniecki rozebrał starą zrujnowaną cerkiew zamkową św. Jana Teologa, która stała wewnątrz obwodu murów obronnych. Na jej miejscu rozpoczęto budowę fundamentów nowej cerkwi, ale w jej ukończeniu przeszkodziły Rozbiory Polski. W 1781 roku spłonął gotycki Dom książęcy, na przedłużeniu którego łucki starosta Józef Czartoryski polecił w 1789 roku zbudować zachowany do dzisiaj barokowy Dom Szlachecki. W 1807 roku na dziedzińcu zbudowano klasycystyczny Dom Władyków, z przeznaczeniem na siedzibę biskupa unickiego, a po 1826 roku na skarbiec powiatowy.
W okresie II RP w Domu Szlacheckim umieszczono Muzeum Wołyńskie, a wieże zamkowe były wykorzystywane do obserwacji przez straż pożarną.
W dniu 29 czerwca 1941 roku Niemcy na zamku rozstrzelali około 2 tys. Żydów. Ponowna egzekucja Żydów na zamku nastąpiła 20 sierpnia 1942 roku po czym pochowano ich na dziedzińcu.
W czasach ZSRR zamek poddano renowacji w latach 1970–1977. W latach 1984–1986 przeprowadzono na zamku wykopaliska archeologiczne.

## Stan obecny
Z zamku zachował się prawie pełny obieg murów obronnych (częściowo rekonstruowanych) wraz z trzema wieżami: Bramną, Styrową (dawne archiwum zamkowe oraz więzienie w dolnych kondygnacjach) i Władyczą (obecnie wystawa broni, a na wyższych kondygnacjach – Muzeum Dzwonów). Całość usytuowana jest na niewielkim wzniesieniu nad zakolem doliny rzeki Styr (obecnie koryto rzeki jest odsunięte od wzgórza).
Wewnątrz muru rozciąga się obecnie prawie niezabudowany pusty plac. Na nim stoi mały klasycystyczny budynek, pierwotnie powiatowej Izby Skarbowej z 1807, a dziś Muzeum Książki. Budynek wzniesiono na miejscu dworu biskupiego. Większy budynek, przy murach, jest dziś siedzibą muzeum malarstwa, a powstał jako siedziba sądu szlacheckiego i kancelarii. Stoi on na pozostałościach pałacu książęcego. W centralnej części placu, pod przykryciem, jest ekspozycja ukazująca odsłonięte pozostałości cerkwi św. Jana Teologa z początków twierdzy.
Całość założenia obronnego jest obecnie muzeum państwowym. Wizerunek jednej z zamkowych wież umieszczony został na odwrocie banknotu 200 hrywien.